# Horizont van Laumont
De  Horizont van Laumont is een dunne laag in de ondergrond van het zuidwesten van het Nederlandse Zuid-Limburg. De horizont is onderdeel van de Formatie van Maastricht en stamt uit het laatste deel van het Krijt (het Maastrichtien, ongeveer 68 miljoen jaar geleden).
Normaal gesproken ligt de Horizont van Laumont boven op de oudere Kalksteen van Emael en onder de jongere Kalksteen van Nekum, beide ook onderdeel van de Formatie van Maastricht.
Deze horizont is te zien in de Vuursteenmijnen van Valkenburg.